# Amero Cagnoni
Amero Cagnoni, conosciuto anche come Amerigo, (Milano, 16 luglio 1853 – Milano, 1º febbraio 1923), è stato un pittore, illustratore e disegnatore italiano.

## Biografia

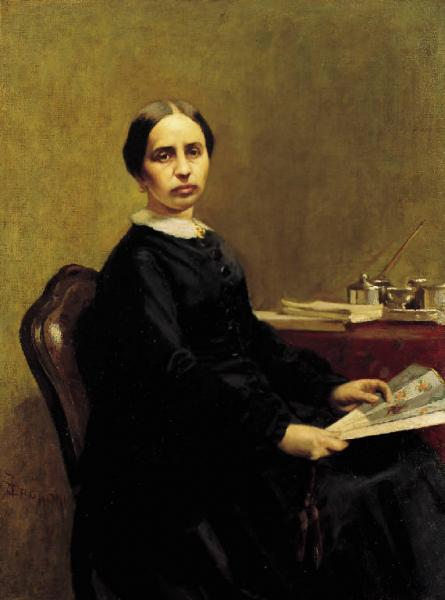
Ritratto di Marianna Carones Ravizza (1891)

Dopo essere stato direttore di una filanda in Brianza e amministratore di una nobile famiglia di Asti, il Cagnoni si iscrisse all'Accademia di Brera di Milano dove studiò per sette anni sotto la guida del pittore Giuseppe Bertini. Si distinse nella tecnica a pastello, e nella pittura di genere, con predilezione nei ritratti.
Con Luigi Conconi fu caricaturista per Il Guerin Meschino, l''Illustrazione Italiana e l'Almanacco Italiano
Sue opere sono conservate presso la Galleria d'arte moderna di Milano.
All'artista il Comune di Milano ha intitolato la via Amero Cagnoni nei pressi di piazzale Gambara, nella parte ovest della città.